# Nokpul
Nokpul is een census town in het district Uttar 24 Parganas van de Indiase staat West-Bengalen. 

## Demografie
Volgens de Indiase volkstelling van 2001 wonen er 6647 mensen in Nokpul, waarvan 53% mannelijk en 47% vrouwelijk is. De plaats heeft een alfabetiseringsgraad van 81%. 